# Lukas Meijer
Lukas Dan Emil Meijer, (Ulricehamn, 1988. augusztus 21. –) svéd zenész. Gromeeval együtt képviseli Lengyelországot a 2018-as Eurovíziós Dalfesztiválon, Lisszabonban, a Light Me Up című dallal.
Meijer  az Uppsalai Egyetemen tanult.
Jégkorongozó is volt mint a bátyja, Sebastian.
A No Sleep For Lucy cimű együttesben az énekes volt.
Meijer az éneklésen túl tanárként is dolgozik Stockholmban.

## Diszkográfia

### Kislemezek
- 2013 – "Lycka är vår tid"[5]
- 2017 – Without You (feat. Gromee)
- 2018 – Light Me Up (feat. Gromee)